# Lucas Bergvall
Lucas Erik Holger Bergvall (Estocolmo, 2 de fevereiro de 2006) é um jogador de futebol profissional sueco que joga como meio-campista pelo Tottenham Hotspur e pela Seleção Sueca de Futebol.

## Carreira

### IF Brommapojkarna
Nascido e criado em Estocolmo, Bergvall frequentou a academia do IF Brommapojkarna. Ele estreou na Seguna Divisão Sueca pelo Brommapojkarna em 9 de julho 2022 num empate por 1–1 contra o Örgryte. Em 4 de outubro de 2022, Bergvall marcou seu primeiro gol profissional contra o Öster.

### Djurgården
Bergvall se transferiu para o Djurgården em 9 de dezembro de 2022 e fez sua estreia nos onze iniciais pelo time num jogo contra os atuais campeões Häcken, pela Allsvenskan, a primeira divisão do Campeonato Sueco de Futebol, em 24 de maio de 2023. Depois de uma sólida contribuição na vitória do Djurgården por 1–0, o jornal sueco Aftonbladet elegeu Bergvall como o Homem do Jogo e previu que ele se tornaria "a maior transferência do Djurgården de todos os tempos". Em 11 de outubro de 2023, ele foi nomeado pelo jornal inglês The Guardian como um dos melhores jogadores nascidos em 2006 de todo o mundo. Bergvall fez ao todo 37 jogos na liga principal, marcando cinco gols e fornecendo duas assistências.

### Tottenham Hotspur
Em 1º de fevereiro de 2024, o Tottenham Hotspur acertou um contrato de cinco anos para assinar com Bergvall numa transferência de £8.5 milhões. Ele se juntou oficialmente ao clube em 1º de julho 2024. Em 17 de julho de 2024, ele fez sua primeira aparição pelos Spurs como substituto no intervalo da vitória por 5–1 contra o Heart of Midlothian, num amistoso de pré-temporada; no minuto 66 ele deu a assistência para Mikey Moore fazer o terceiro gol do Tottenham. Em 20 de julho de 2024, Bergvall garantiu um lugar nos onze iniciais no amistoso contra o Queens Park Rangers; no minuto 24, saiu do jogo com uma lesão desconhecida.
Sua primeira partida desde o início pelo clube veio na vitória por 2–1 contra o Coventry City pela EFL Cup em 18 de setembro de 2024.
Em 8 de janeiro de 2025, Bergvall marcou seu primeiro gol pelo Tottenham na vitória por 1–0 contra o Liverpool na primeira partida da semifinal da EFL Cup.

## Seleção Sueca de Futebol
Bergvall representou a Seleção Sueca Sub-15, Sub-17, Sub-19 e Sub-21. Fez sua estreia pelo time principal como substituto no segundo tempo numa vitória por 2–1 contra a Estonia em 12 de janeiro de 2024.

## Vida pessoal
Bergvall vem de uma família de futebolistas. Seu irmão mais velho, Theo, também é jogador de futebol profissional, enquanto seu irmão mais novo, Rasmus, joga em categorias de base.

## Estatísticas

### Clubes
- Atualizado até a última partida disputada em 26 de janeiro de 2025[19]

| Clube                   | Temporada               | Liga                    | Liga      | Liga | Copa nacional | Copa nacional | Copa da Liga | Copa da Liga | Continentais | Continentais | Total     | Total |
| Clube                   | Temporada               | Divisão                 | Aparições | Gols | Aparições     | Gols          | Aparições    | Gols         | Aparições    | Gols         | Aparições | Gols  |
| ----------------------- | ----------------------- | ----------------------- | --------- | ---- | ------------- | ------------- | ------------ | ------------ | ------------ | ------------ | --------- | ----- |
| Brommapojkarna          | 2021                    | Ettan Norra             | 1         | 0    | 0             | 0             | —            | —            | —            | —            | 1         | 0     |
| Brommapojkarna          | 2022                    | Superettan              | 11        | 1    | 1             | 0             | —            | —            | —            | —            | 12        | 1     |
| Brommapojkarna          | Total                   | Total                   | 12        | 1    | 1             | 0             | —            | —            | —            | —            | 13        | 1     |
| Djurgårdens IF          | 2023                    | Allsvenskan             | 25        | 2    | 3             | 1             | —            | —            | 1            | 0            | 29        | 3     |
| Djurgårdens IF          | 2024                    | Allsvenskan             | 12        | 3    | 6             | 3             | —            | —            | —            | —            | 18        | 6     |
| Djurgårdens IF          | Total                   | Total                   | 37        | 5    | 9             | 4             | —            | —            | 1            | 0            | 47        | 9     |
| Tottenham Hotspur       | 2024–25                 | Premier League          | 16        | 0    | 1             | 0             | 3            | 1            | 7            | 0            | 27        | 1     |
| Total (toda a carreira) | Total (toda a carreira) | Total (toda a carreira) | 65        | 6    | 11            | 4             | 3            | 1            | 8            | 0            | 87        | 11    |

1. ↑  Inclui a Copa da Suécia e a Copa da Inglaterra
2. ↑  Inclui a Copa da Liga Inglesa
3. ↑  Aparições na Liga Conferência da UEFA
4. ↑  Aparições na Liga Europa da UEFA

### Seleção Sueca de Futebol
- Atualizado até a última partida disputada em 19 de novembro de 2024[21]

| Seleção | Ano   | Aparições | Gols |
| ------- | ----- | --------- | ---- |
| Suécia  | 2024  | 4         | 0    |
| Total   | Total | 4         | 0    |

## Títulos
Brommapojkarna
- Superettan: 2022
- Ettan Norra: 2021

Tottenham
- Liga Europa da UEFA: 2024–25[22]